# Copa Libertadores de Futsal de 2021
A Copa Libertadores de Futsal de 2021 foi a décima nona edição desta competição de futsal da modalidade masculina organizada pela Confederação Sul-Americana de Futebol (CONMEBOL).
O torneio estava originalmente programado para ser disputado entre 19 a 26 de abril de 2020, mas devido à pandemia de COVID-19 foi adiado para 2021. Devido problemas decorrentes com a entrada de algumas delegações no Uruguai, o início da Copa Libertadores de Futsal foi adiado em um dia, e começou em 16 de maio.
Na decisão, o San Lorenzo derrotou o Carlos Barbosa na prorrogação, após empatar no tempo normal pelo placar de 3−3. Este foi o primeiro título do clube argentino, sendo o segundo de um time não brasileiro.

## Participantes e regulamento
O regulamento se manteve igual ao da edição anterior. Na primeira fase, doze participantes dos dez países da América do Sul foram divididos em três grupos com quatro clubes cada. No término desta fase, os dois melhores classificados de cada grupo e os dois melhores terceiros avançaram para a fase final. Para esta edição, os doze participantes foram:
| País      | Participantes        | Títulos                                       |
| --------- | -------------------- | --------------------------------------------- |
| Argentina | San Lorenzo          | —                                             |
| Bolívia   | Proyecto Latín       | —                                             |
| Brasil    | Corinthians          | —                                             |
| Brasil    | Carlos Barbosa       | 7 (2002, 2003, 2010, 2011, 2017, 2018 e 2019) |
| Chile     | Universidad de Chile | —                                             |
| Colômbia  | Alianza Platanera    | —                                             |
| Equador   | Bocca                | —                                             |
| Paraguai  | Cerro Porteño        | 1 (2016)                                      |
| Peru      | Universitario        | —                                             |
| Uruguai   | Peñarol              | —                                             |
| Uruguai   | Nacional             | —                                             |
| Venezuela | Delta Te Quiero      | —                                             |

## Resultados
Os resultados das partidas da competição estão apresentados nos chaveamentos abaixo. Ela foi disputada em duas fases, sendo que na primeira os clubes foram divididos em grupos. Por outro lado, a fase final e as disputas de posicionamento foram disputadas em partidas eliminatórias com os vencedores dos confrontos destacados em negrito.

### Disputa pelo 11º lugar
| Equipe 1 | Resultado | Equipe 2       |
| -------- | --------- | -------------- |
| Bocca    | 4–0       | Proyecto Latín |

### Disputa pelo 9º lugar
| Equipe 1             | Resultado | Equipe 2 |
| -------------------- | --------- | -------- |
| Universidad de Chile | 3–1       | Nacional |

### Disputa pelo 5º–8º lugar
|  | Semifinais         | Semifinais    |   |         | Final             | Final |  |
|  |                    |               |   |         |                   |       |  |
|  |                    |               |   |         |                   |       |  |
|  | Peñarol            | 4 (1)         |   |         |                   |       |  |
|  | Cerro Porteño (p.) | 4 (4)         |   |         |                   |       |  |
|  |                    |               |   |         |                   |       |  |
|  |                    |               |   |         |                   |       |  |
|  |                    |               |   |         | Cerro Porteño     | 1     |  |
|  |                    | Universitario | 4 |         |                   |       |  |
|  |                    |               |   |         |                   |       |  |
|  |                    |               |   |         |                   |       |  |
|  |                    |               |   |         | Terceiro lugar    |       |  |
|  |                    |               |   |         |                   |       |  |
|  | Universitario      | —             |   | Peñarol | 1                 |       |  |
|  | Alianza Platanera  | —             |   |         | Alianza Platanera | 4     |  |

### Fases finais
|  | Quartas de final  | Quartas de final  |                |             | Semifinais      | Semifinais     |  |  | Final | Final |
|  |                   |                   |                |             |                 |                |  |  |       |       |
|  |                   |                   |                |             |                 |                |  |  |       |       |
|  |                   |                   |                |             |                 |                |  |  |       |       |
|  | Carlos Barbosa    | 3                 |                |             |                 |                |  |  |       |       |
|  | Carlos Barbosa    | 3                 |                |             |                 |                |  |  |       |       |
|  | Peñarol           | 0                 |                |             |                 |                |  |  |       |       |
|  | Peñarol           | 0                 | Carlos Barbosa | 4           |                 |                |  |  |       |       |
|  |                   |                   | Carlos Barbosa | 4           |                 |                |  |  |       |       |
|  |                   | Delta Te Quiero   | 0              |             |                 |                |  |  |       |       |
|  | Delta Te Quiero   | Delta Te Quiero   | 0              | 9           |                 |                |  |  |       |       |
|  | Delta Te Quiero   |                   |                | 9           |                 |                |  |  |       |       |
|  | Cerro Porteño     | 5                 |                |             |                 |                |  |  |       |       |
|  | Cerro Porteño     | 5                 | Carlos Barbosa | 3           |                 |                |  |  |       |       |
|  |                   |                   | Carlos Barbosa | 3           |                 |                |  |  |       |       |
|  |                   | San Lorenzo (pro) | 4              |             |                 |                |  |  |       |       |
|  | Corinthians       | San Lorenzo (pro) | 4              | 3           |                 |                |  |  |       |       |
|  | Corinthians       |                   |                | 3           |                 |                |  |  |       |       |
|  | Universitario     | 0                 |                |             |                 |                |  |  |       |       |
|  | Universitario     | 0                 | Corinthians    | 1           | Terceiro lugar  | Terceiro lugar |  |  |       |       |
|  |                   |                   | Corinthians    | 1           | Terceiro lugar  | Terceiro lugar |  |  |       |       |
|  |                   | San Lorenzo       | 2              |             |                 |                |  |  |       |       |
|  | Alianza Platanera | San Lorenzo       | 2              | 0           | Delta Te Quiero | 3              |  |  |       |       |
|  | Alianza Platanera |                   |                | 0           | Delta Te Quiero | 3              |  |  |       |       |
|  | San Lorenzo       | 4                 |                | Corinthians | 1               |                |  |  |       |       |
|  | San Lorenzo       | 4                 |                |             | 1               |                |  |  |       |       |
|  |                   |                   |                |             |                 |                |  |  |       |       |
|  |                   |                   |                |             |                 |                |  |  |       |       |